# Защитник (хоккей с мячом)
Защитник (хоккей с мячом) — одно из амплуа полевого игрока. Другими амплуа полевого игрока являются полузащитник и нападающий. Кроме полевых игроков на поле в команде находится вратарь, чьи функции и полномочия существенно отличны от полевых игроков.
В ходе игры полевой игрок может выполнять функции различных амплуа согласно ходу игры. Функция защитника — остановить продвижение игроков другой команды к воротам своей команды.
Количество защитников на поле и в команде не оговаривается, а определяется тактикой.
Главная задача защитника в игре считается выполненной, если он овладел мячом, отбил его на безопасное расстояние и предотвратил попадание мяча в собственные ворота.
Подключаясь к атакующим действиям команды защитнику никогда не нужно забывать, что, нападая, он оставляет своё место пустым, а в это время защищать ворота может быть и некому. Поэтому самое
важное для защитника — не давать забивать голы противнику в собственные ворота.